# Sébastien Ostertag
Sébastien Ostertag, francoski rokometaš, * 16. marec 1979, Pariz.